# 国鉄DE11形ディーゼル機関車
国鉄DE11形ディーゼル機関車（こくてつDE11がたディーゼルきかんしゃ）は、日本国有鉄道（国鉄）が設計・開発したディーゼル機関車である。

## 概要
1960年代後半当時、折からの高度経済成長に伴い鉄道貨物輸送量は増大していたが、貨物ヤードでの貨車入換、特にハンプ押し上げ作業においては、DD13形など初期型のディーゼル機関車では牽引力および制動力の不足が露呈しており、引き続き蒸気機関車を使用せざるを得ない状況となっていた。
しかしながら、無煙化のためには新たなディーゼル機関車の開発が必要であり、1966年（昭和41年）に入換・支線兼用のDE10形が開発された後、これをベースに1967年（昭和42年）に今後の重入換機関車の原型となるDE10 901が試作され、その運用結果を基に重入換専用機関車として登場したのが本形式である。
国鉄末期の貨物列車削減や操車場の廃止（1984年2月1日国鉄ダイヤ改正など）により国鉄末期には大量の余剰車が発生し、116両のうちJRグループに引き継がれたのはわずか18両に過ぎない。

## DE10形からの変更点
本線上での客車牽引を考慮していないので蒸気発生装置 (SG) は搭載されていない。その他重連総括制御機能と、総括制御の回路を構成するのに必須のジャンパ栓の省略などがなされている。また、車輪の空転による牽引力の損失を防ぐために、2エンド側にはSG水タンクの代わりに100 mm厚鋼板、SG本体の代わりにコンクリートブロックによる死重が搭載されたことなどで、運転整備重量はDE10形の65 tから70 tになった。
外観ではDE10形で正面デッキ手すり部に引っかかっているように装着されている重連用ジャンパ栓がないことなど以外、DE10形とほとんど同一である。なお、側面の車両番号表記位置は二種類あり、タブレットキャッチャー非装備の車両は白帯上に、タブレットキャッチャーおよび保護板を装備していた車両はDE10形と同位置にある。

## 番台区分

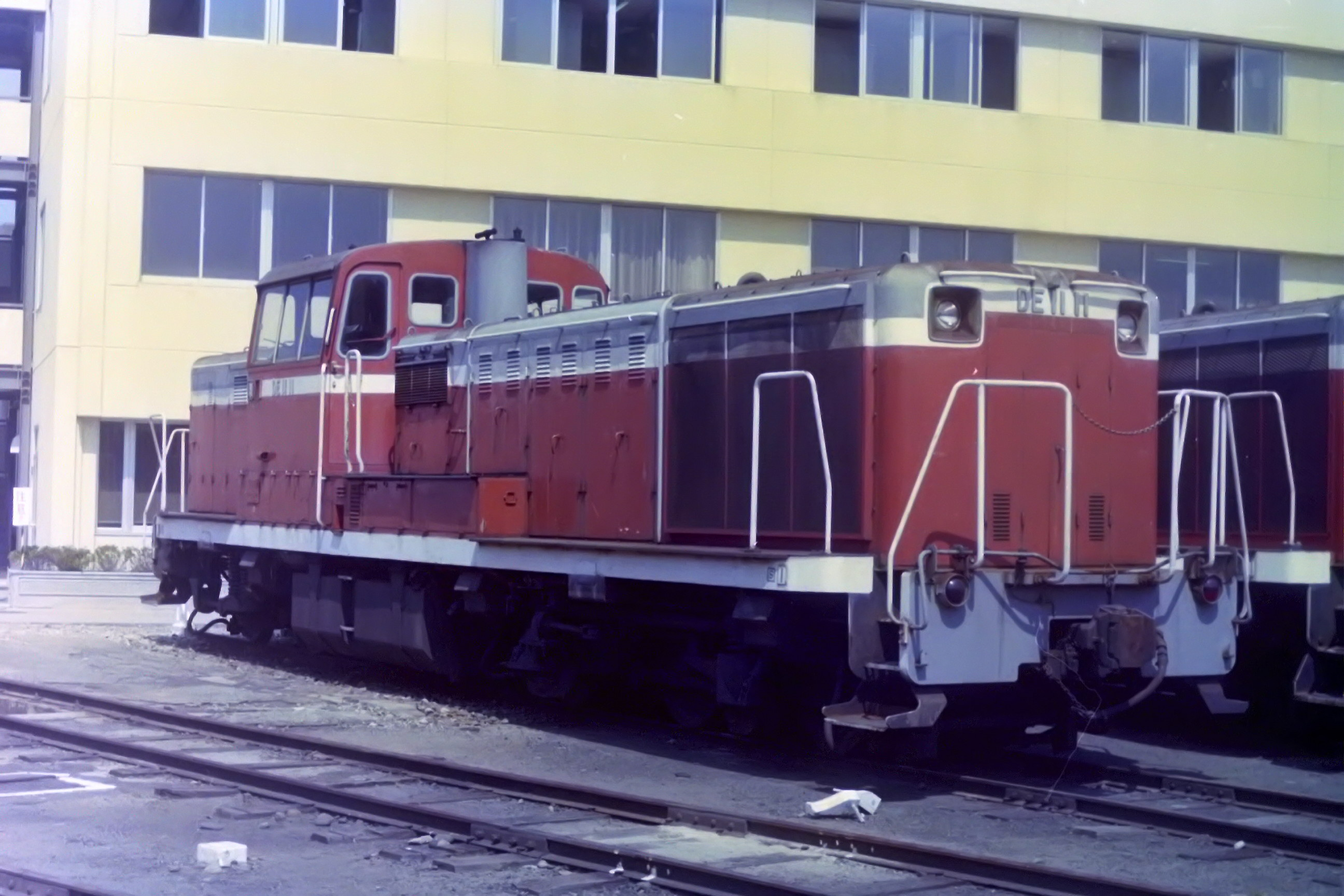
DE11 11
（1985年8月 吹田機関区）

### 0番台
1968年（昭和43年）5月より製造されたグループで、65両 (DE11 1 - 65) が日本車輌製造・汽車製造・川崎重工業で製造された。新製後は、新鶴見機関区や大宮機関区、吹田第一機関区など、ハンプ作業を行う操車場に隣接した機関区に集中配置され、それまで使用されていたD51形や9600形を置き換える事で、大都市近郊の無煙化に一役買った。
1984年（昭和59年）1月末までは、ハンプ押し上げなどの重入換を中心に、一部ローカル線で貨物列車の牽引に使用されていたが、貨物輸送システムの改革によるヤード作業の中止に伴い、DD13形とともに、貨物駅や運転所の入換用に転じた。
その後、1987年（昭和62年）3月までに大部分の車両は廃車され、DE11 44・53・55の3両のみJR東日本に継承されたが、1990年（平成2年）までに廃車された。

### 1000番台
1970年（昭和45年）より46両 (DE11 1001 - 1046) が日本車輌製造・川崎重工業（兵庫工場・大阪工場）で製造されたグループで、エンジン出力が従来の1,250 psから1,350 psに向上された。このうち、川崎重工業製のDE11 1032 - 1046は汽車製造大阪工場を引き継いだ大阪工場（大阪車両部）で製造された。1973年（昭和48年）製のDE11 1028以降は3軸台車の揺れ枕支持機構を変更し構造を簡素化したDT141形（従来はDT132A形）に変更した。
0番台同様、各地のヤードに隣接した機関区に配置され、重入換用のほか、支線区の小貨物列車などに使用された。このうちDE11 1030・1031・1035・1046の4両については、操車場での入換作業自動化を目的として自動無線操縦装置 (SLC) を搭載し、武蔵野操車場で試用された。実用化のめどは立ったものの、1984年（昭和59年）の貨物輸送体制の変化により操車場での入換作業そのものが全廃されたため、のちにSLCは撤去された。
0番台同様、1987年（昭和62年）3月までに大部分の車両が廃車されたが、1029・1031 - 1035・1041・1043・1045・1046の10両がJR東日本に継承され、田端運転所に配置されて首都圏の運転所での客車入換用に使用された。1990年（平成2年）3月に宇都宮運転所に転属したが、客車列車の減少によって廃車が進み、2021年（令和3年）4月現在はDE11 1041がぐんま車両センターに配置されるのみとなっている（2016年〈平成28年〉12月に宇都宮運転所から転属）。2016年（平成28年）に廃車されたDE11 1031は、大宮総合車両センターでの入換用にスピーカーを取り付け、連結器を双頭型両用連結器（双頭連結器）に交換していた。
廃車になった車両のうち、DE11 1045は2010年（平成22年）6月30日付で廃車された後に、本形式としては初めてJR貨物へ譲渡された。また2012年（平成24年）から2013年（平成25年）にかけて、DE11 1029・1032・1034も譲渡されている。

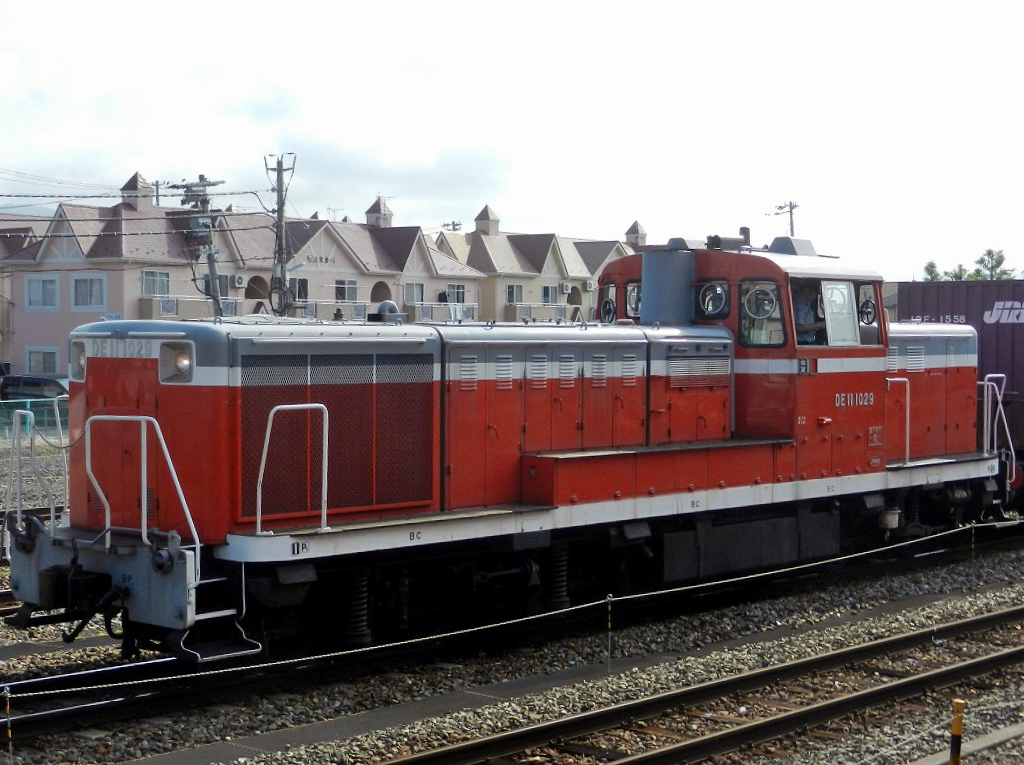
DE11 1029 （2013年7月）
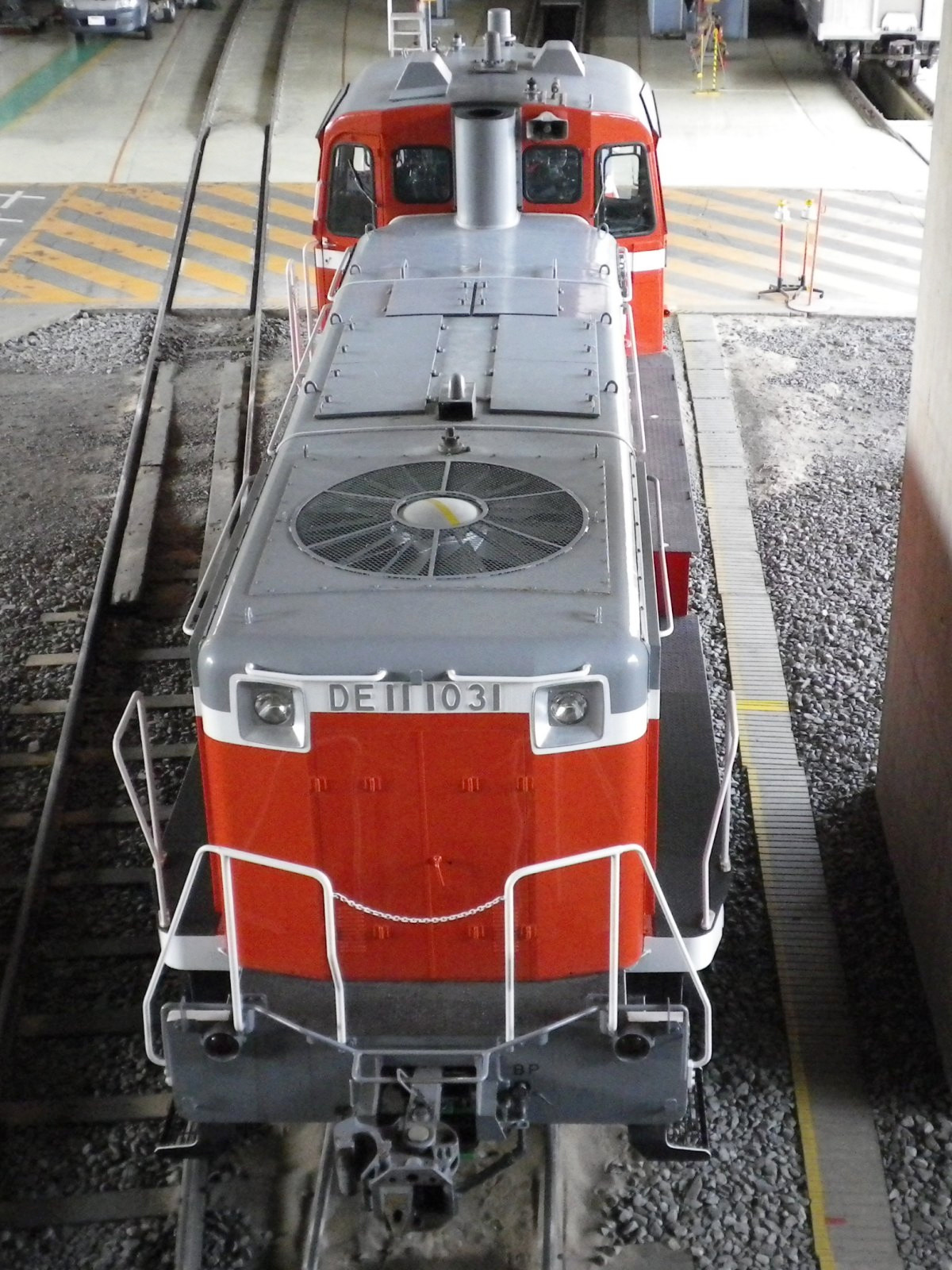
大宮総合車両センターのDE11 1031。運転室上部にスピーカーを搭載し、連結器は双頭型に交換されている。 （2010年6月）

### 1901
1975年（昭和50年）8月に日本車輌製造（豊川蕨製作所）で製造された低騒音対応の試作車である。低騒音化を図った新しい機関車を開発することは、長い開発期間を要するため従来からの本形式を基本として、可能な限り低騒音化させる技術を盛り込んだものとした。
機関や変速機など基本的な構造は変更せず、防音対策として機関室構体、点検扉の板厚増加（2.3 mm→4.5 mm）とグラスウールによる吸音材を設置、さらに機関室内自然換気用のルーバー（換気口）を廃止した。車体底面の液体変速機は防音用鋼板で覆った。
機関室は密閉構造で送風機による強制換気方式となり、1エンド側（エンジン側）の機関室周辺に5台の換気扇（外気を取り入れる）を設置し、機関室上部に換気消音器（換気扇からの排熱口）を設置した。機関からの排気音を低減するため、運転席床下（従来は死重用の鋼板を搭載していた）に大型の排気消音器が設置された関係で、従来第1エンド側（エンジン側）にある煙突は第2エンド側に変更された。排気消音器は膨張形・吸音形4種類の消音器を通すことで、大幅な低騒音化を実現した。ラジエーターの送風機は、羽根の形状変更と枚数を減らすことで低騒音化した。空気圧縮機は吸気口のちりこしを消音器付としたほか、元空気だめ（空気溜め ≒ 空気タンク）との中間に緩衝空気だめを設置し、空気音を低減させた。
運転室については断熱材兼ポリウレタンフォームによる防音構造化と、側窓ガラスは厚さの増加と熱線反射フィルム（遮熱フィルム）を貼り付けた。運転室に断熱材を使用したのは、機関室からの放熱遮断による冷房効果を高めるためである。日本のディーゼル機関車としては初めて運転室に空調装置（AU95形・5.35 kW ≒ 4,600 kcal/h）を搭載した。換気扇と空調装置搭載による交流電源確保のため、機関室内にCFD（定回転装置）を介した5 kVA交流発電機（三相交流440V,60Hz出力）を搭載した。警笛は従来からの甲高い音を出すAW2形空気笛に加えて、音質のやわらかい電子警笛を搭載した。電子警笛は試験的に採用したもので、高周波数帯から低周波数帯までの5種類から選択できる。騒音は車両から約7.5 mの距離で約6 db、運転室内で約8 dbの低減効果が確認された。
新製当初は稲沢第一機関区に配置され、長らく使用されたが1986年10月に品川機関区へ転属、さらに田端運転所に転属した。JR東日本継承後は田端運転所から宇都宮運転所に転属、名義上は同運転所配置であったものの、茅ヶ崎運転区（現：湘南・相模統括センター）常駐で西湘貨物駅の入換に使用されていた。1999年（平成11年）の西湘貨物駅廃止後、2000年（平成12年）に高崎線倉賀野 - 倉賀野駅貨物基地間の貨物運送を担当する「高崎運輸」（現・ジェイアール貨物北関東ロジスティクス）に譲渡され、同一車両番号で2004年（平成16年）ごろまで使用されていた。しかし、重度の機関系のトラブルで運転不能となったことで大宮総合車両センターに移動した後は放置され、2005年（平成17年）3月に解体された。

### 2000番台
1979年（昭和54年）8月から9月に製造されたグループで、日本車輌製造（豊川蕨製作所）・川崎重工業（兵庫工場）で4両 (DE11 2001 - 2004) が製造された。本番台は住宅地に立地する横浜羽沢駅周辺の騒音対策として1901をベースにさらに防音を徹底した。
1901同様に基本的な構造は変更せず、防音対策として機関室構体、点検扉の板厚増加とグラスウールによる吸音材を設置、さらに機関室内自然換気用のルーバー（換気口）を廃止した。車体底面の液体変速機は防音用鋼板で覆った。機関室は密閉構造で送風機による強制換気方式となり、1エンド側（エンジン側）の機関室周辺に5台の換気扇（外気を取り入れる）を設置し、機関室上部に換気消音器（換気扇からの排熱口）を設置した（1901と同様）。
機関からの排気音を低減するため、運転席床下に大型の排気消音器が設置された関係で、従来第1エンド側（エンジン側）にある煙突は第2エンド側に変更された。排気消音器は特性の異なる3種類の消音器を通すことで、大幅な低騒音化を実現した。
ラジエーターは本数増加（22本→32本）による平均通過風速を下げるため、第1エンド側から第2エンド側へ移設、送風ファンは軸流式送風機から騒音の小さい遠心式多翼形送風機（シロッコ・ファン）2台に変更した。これは運転席の視界を考慮したもので、ラジエータースペースの拡大に合わせて第1エンド側は延伸ができないためで、代わりに第2エンド側にあった元空気だめ（空気溜め ≒ 空気タンク）が第1エンド側に移設された。その結果として、車体長は通常形より2,500 mm長くなった。
走行音や機関・変速機からの騒音を低減するため、足回り全体に吸音材（グラスウール）を貼り付けた防音スカートが設置された。検査時の利便性を考慮して、台車部分は電動上昇式となっている。換気扇と電動上昇式スカートの搭載による交流電源確保のため、機関室内にCFD（定回転装置）を介した5 kVA交流発電機（三相交流440V,60Hz出力）を搭載した。
空気圧縮機は吸気口のちりこしを膨張形消音器付としたほか、ブレーキ制御装置との間に台車中継弁を設置し、ブレーキ操作時の空気音を低減させた。自動連結器は客車用に初圧縮のないゴム緩衝器付連結器を使用し、連結時の衝撃音を低減させた。電子警笛の採用は見送られたが、空気笛は空気配管に絞りを入れることで音圧レベルを低減させた。力行時の騒音は、10 km/h時点で約10 db、26 km/h時点で約7 dbの低減効果が確認された。
全4両がJR貨物に継承されて品川機関区に配置されたが、1998年（平成10年）3月に新鶴見機関区川崎派出に転属、4両が配置されていて東海道貨物線の横浜羽沢駅および相模貨物駅の入換、青梅線拝島駅からの横田基地専用線のジェット燃料輸送ならびに小運転に使用されている。また、以前は相模線の貨物運用があり、同線における相模鉄道向け甲種車両輸送も本機が担当していたが、DE11 2003が相模貨物駅入換専用動車となった関係で、現在では新鶴見機関区川崎派出所属のDE10形が主に担当にあたっている。
1900番台と同じく日本車輛豊川工場によって設計・開発され、1970年代に同メーカーが製鉄所向けに製作していた防音形ディーゼル機関車と構造上の共通点が見受けられる。

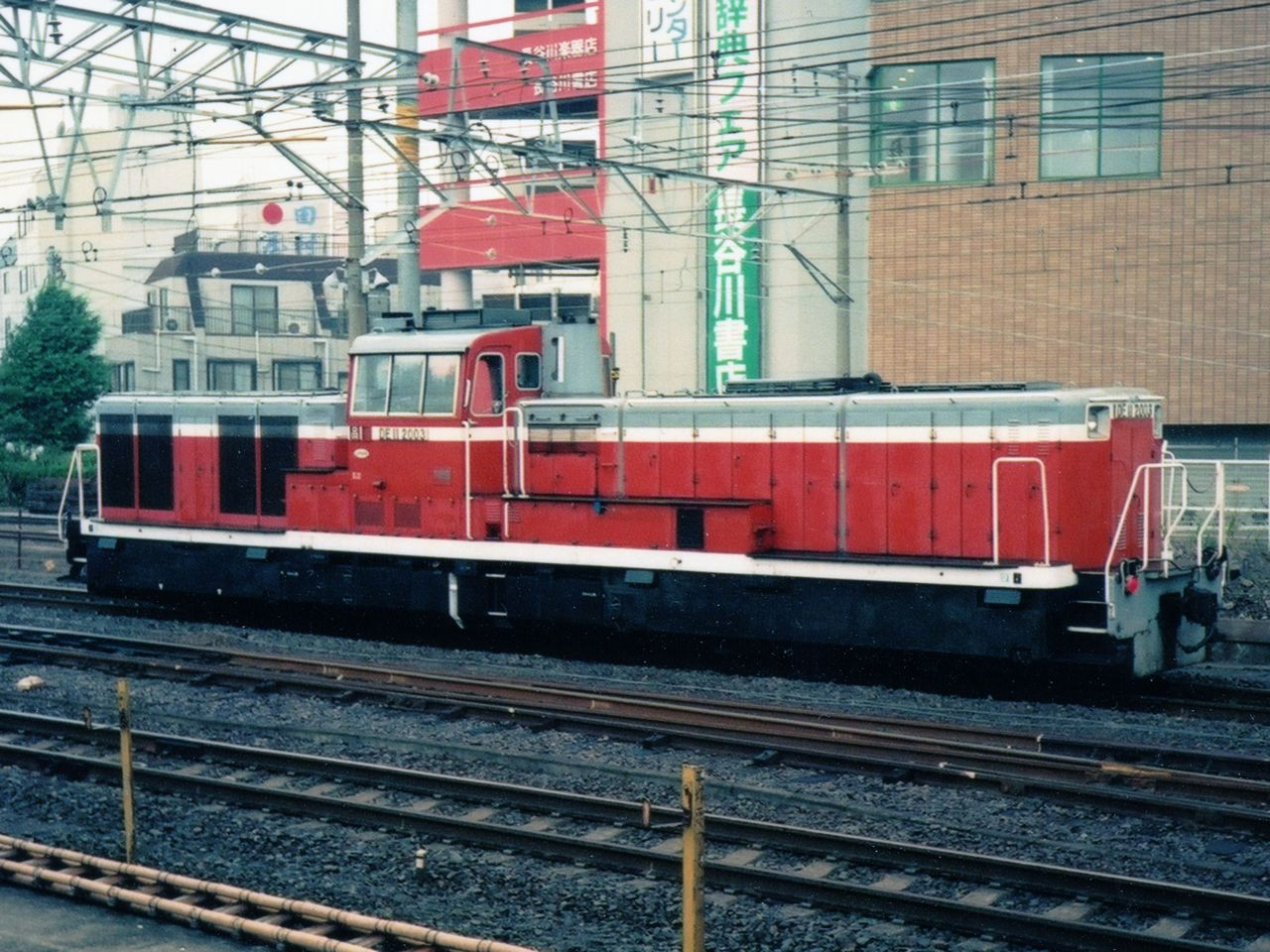
DE11形2000番台 （1993年6月 茅ケ崎駅）
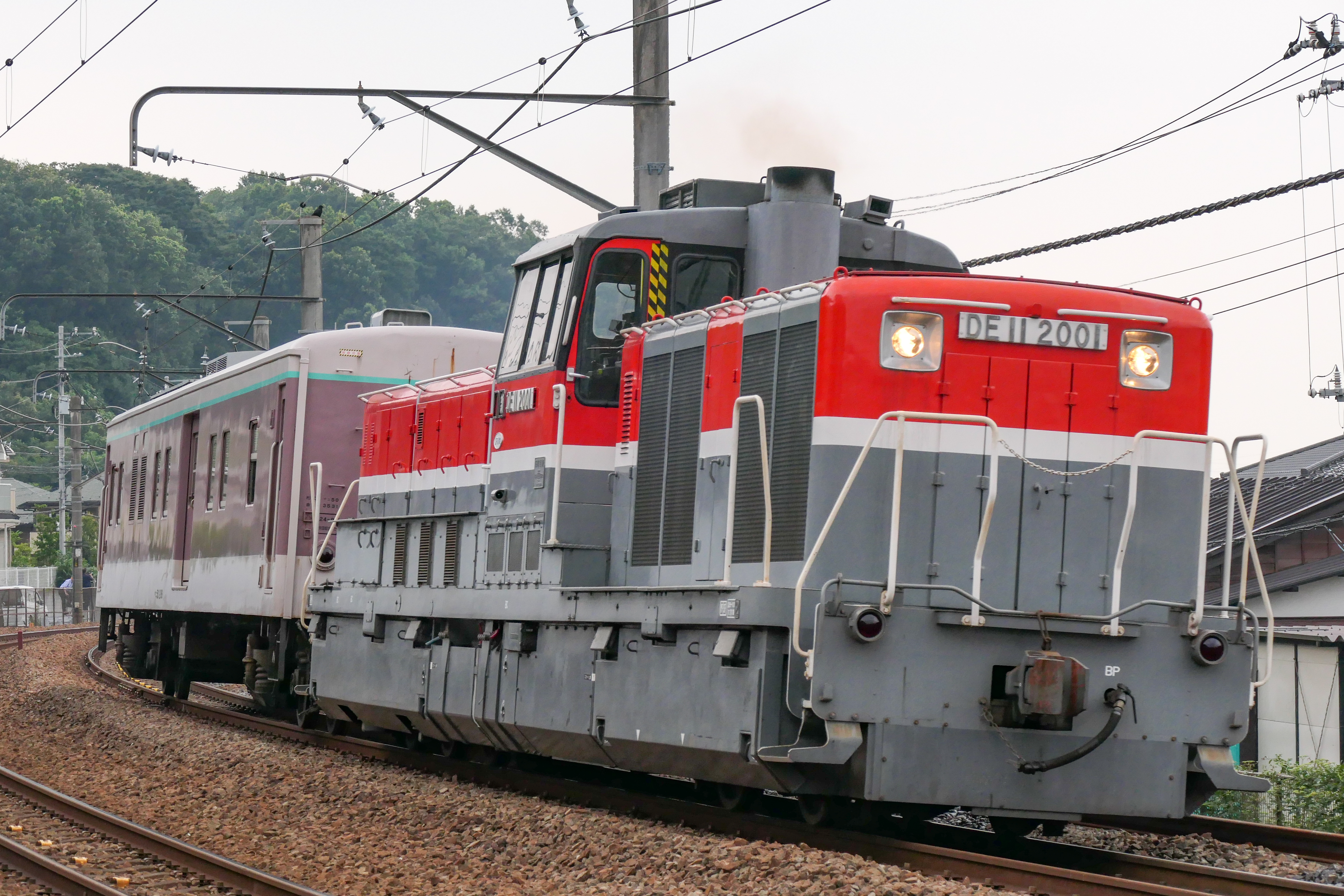
新鶴見機関区のDE11 2001（更新機） （2019年6月 片倉 - 八王子みなみ野間）
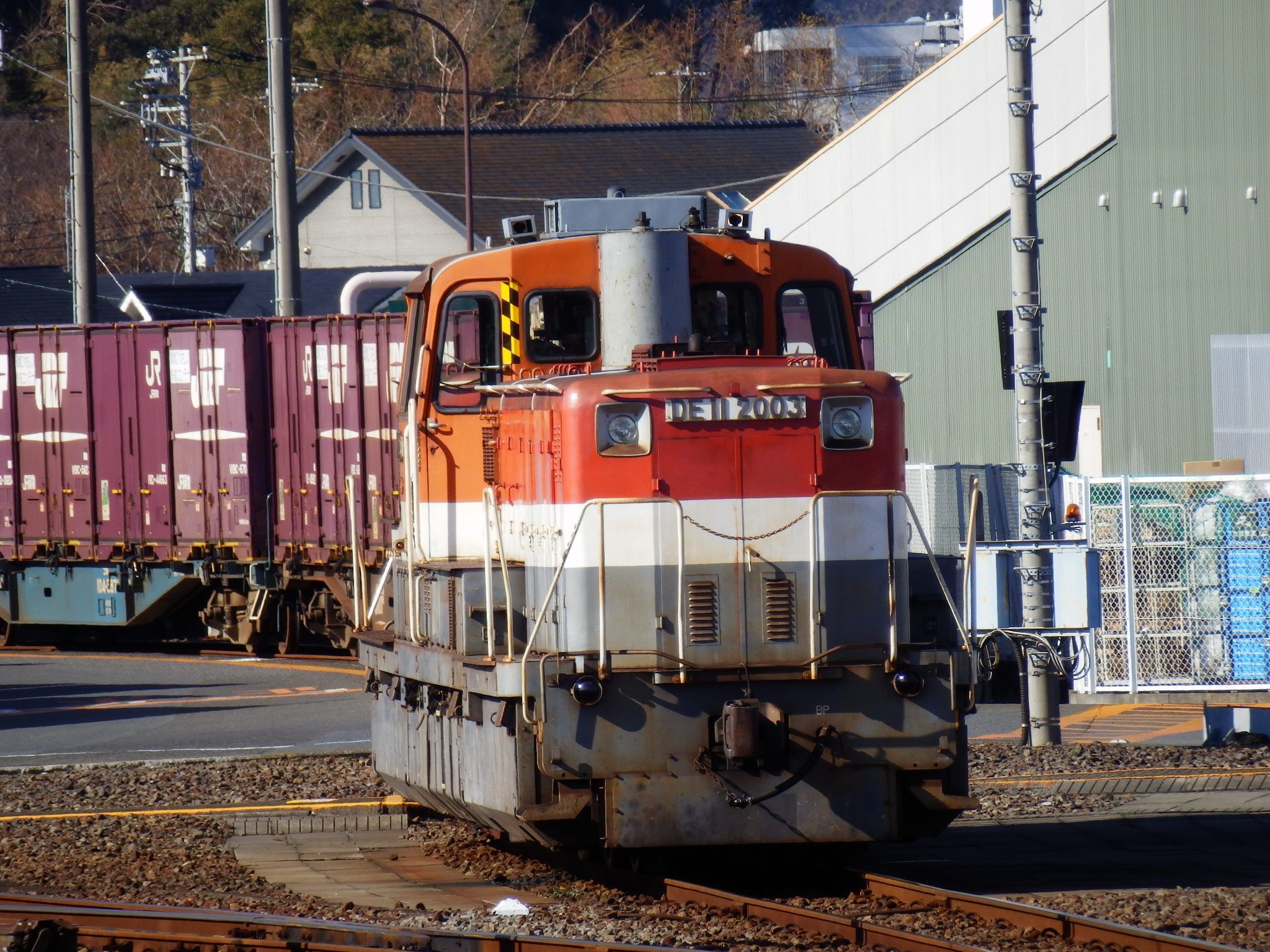
相模貨物駅のDE11 2003（2019年12月）

## 保存機
- DE11 2 - 新鶴見機関区に静態保存されていたが解体された。
- DE11 10 - 高崎機関区に保存されていたが、その後解体された。